# Páola Revenióti
Páola Revenióti (en grec moderne : Πάολα Ρεβενιώτη) dite Paola, est une documentariste, éditrice, artiste, activiste et figure pionnière du mouvement LGBT grec.
Sa contribution aux droits des personnes LGBT en Grèce est considérée comme importante. Elle est souvent mentionnée comme une légende de la culture trans athénienne,,.

## Biographie
Elle est née en 1958 au Pirée et grandit à Keratsíni. À l'âge de 13 ans, elle est exclue de l'école dans laquelle elle est inscrite. En raison de l'exclusion sociale des personnes trans, elle gagne sa vie en tant que travailleuse du sexe. Elle déménage à Athènes, où elle s'engage pour les droits sociaux et politiques des personnes LGBT, participant d'abord au Mouvement de libération homosexuelle de la Grèce. C'est une des personnalités pionnières du mouvement LGBT grec. Depuis 1980, elle organise des manifestations contre la marginalisation, la répression étatique et les violences policières, tout en luttant pour l'égalité des personnes LGBT et leur libération sociale et sexuelle.
De 1982 à 1993, elle publie le magazine Kráximo (el), revue sur les mouvements politiques et sociaux internationaux et nationaux ainsi que sur les revendications des citoyens homosexuels. Elle fait l'objet d'arrestations et de procès.
En 1985, elle publie le recueil de poésie Saltarisma aux éditions Sigareta (Rue Panós (el)).

### Engagement politique
En 1990, elle se présente aux élections législatives en tant que candidate des Alternatives écologiques. Un peu plus tard, elle devient la première personne trans à se présenter aux élections nationales. En 1996, son nom est discuté en tant que candidate à la députation des Écologistes grecs. Sa candidature n'aboutit pas en raison de réactions transphobes au sein du parti.
Aux élections législatives grecques de 2019, elle est candidate à Athènes avec MERA25 de Yánis Varoufákis.

### Activisme LGBT
Dans les années 90, elle contribue à la lutte contre le sida en tant que membre fondatrice de l'équipe grecque d'ACT UP[réf. nécessaire]. En 1992, elle organise l'une des premières Gay pride grecques, sur la colline Stréfi à Athènes. En 2003, elle est élue présidente de l'Association de solidarité grecque transgenres et travestis (SATTE). En 2008, elle participe au projet collectif L'histoire du mouvement lesbien, gay, bisexuel et trans en Grèce : un premier bilan, qui fait suite au Festival des fiertés et à la diffusion du court métrage Et si c'était vrai ?,.

### Réalisations
Depuis 2011, elle crée une série de documentaires, en collaboration avec divers jeunes cinéastes, sous le nom de ThePaolaProject. Elle couvre également divers événements culturels d'Athènes.
En janvier 2013, avec l'aide de l'architecte et conservateur d'art Andréas Angelidákis, elle présente sa première exposition personnelle, à Athènes. Elle présente des photographies, érotiques, d'intérêt historique, socio-politique et folklorique,. Depuis octobre 2013, elle expose dans le quartier de Soho à Londres,.
En 2014, elle réalise Kaliardá (el). Ce documentaire retrace l'histoire d'un langage argotique inventé par la communauté gay dans les années 1940, pour échapper à la répression,.

## Expositions personnelles
- The Breeder Gallery, Athènes, 2013
- Londres, 2013

## Réalisations
- Kaliarda, 58 min, 2015
- Oi pikrodafnes, 67 min, 2021